# 에일바구산

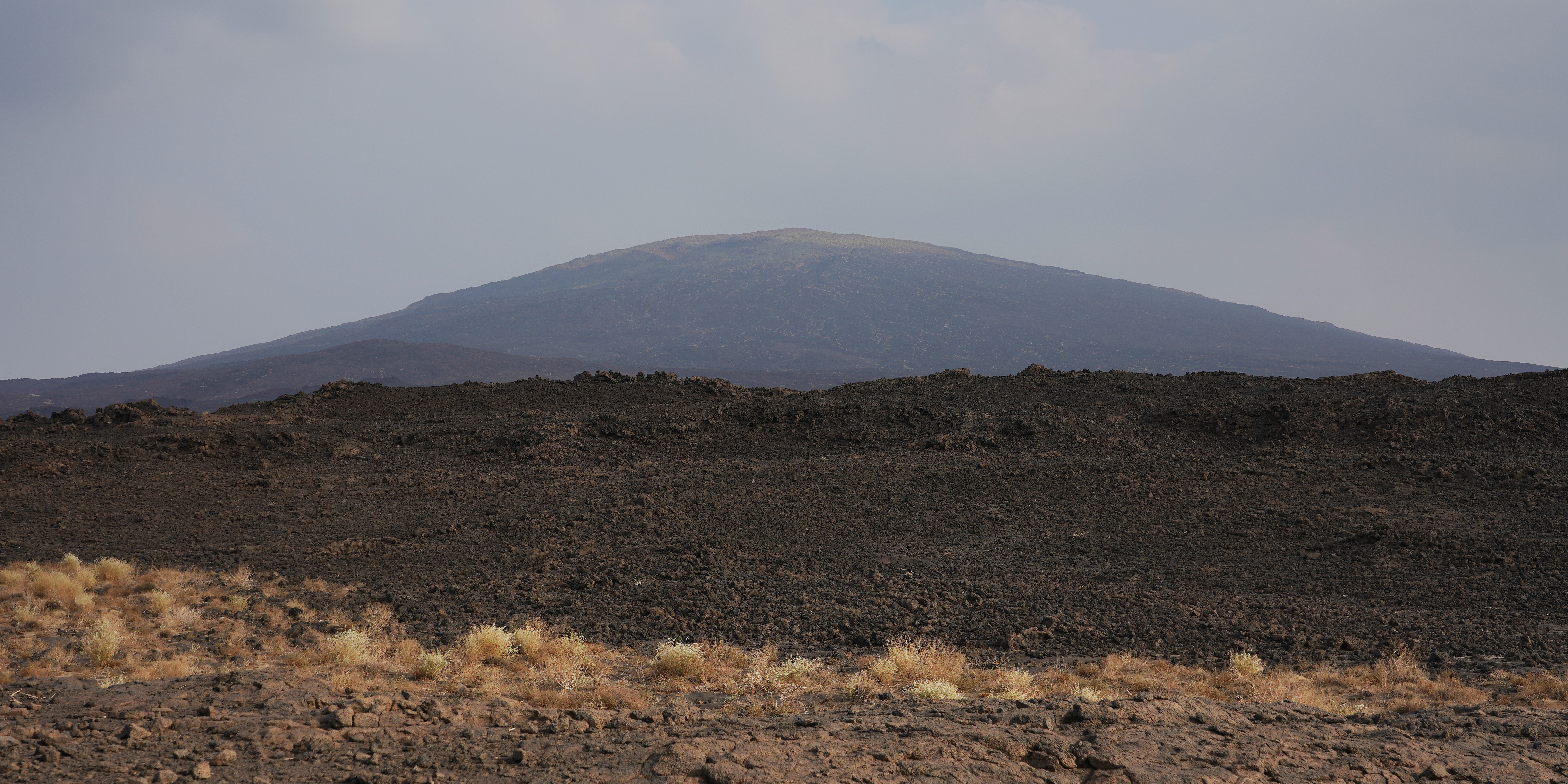

에일바구산(Ale Bagu)은 에티오피아의 다나킬 사막에 있는 해발 1,031m의 성층 화산으로, 다나킬 사막의 화산들 중에서 가장 높다. 그리고 정상에 커다란 분화구에는 대량의 용암 분출의 흔적이 남아있어, 이 화산이 큰 분화를 했다는 것을 알게 해준다. 그리고 아래쪽에는 에르타 알레 산, 하일리 구비 산 등이 있다.